# Шугуров, Пётр Егорович
Шугуров Петр Егорович (7 апреля 1937 года, Саратовская область, СССР — 14 июня 2005 года, Владивосток, РФ) — строитель, бригадир треста «Подземстрой». Заслуженный строитель РСФСР. Почетный гражданин г. Владивосток. Герой Социалистического Труда.

## Биография
Родился 7 апреля 1937 года в Саратовской области. После окончания семилетки работал электрослесарем в совхозе «Некрасовский». В 1957 году был призван в армию. Службу проходил на крейсере «Суворов» Краснознаменного Тихоокеанского флота. После демобилизации решил остаться во Владивостоке. Начал работать в бригаде строителей треста «Подземстрой», созданной из военнослужащих уволенных в запас. Спустя три месяца стал её бригадиром.
Под его руководством бригада работала на целом ряде сложных объектов, в том числе на прокладке теплотрассы от местной ТЭЦ-2, строительстве подземного перехода под центральной площадью Владивостока, воздвигала сооружения на Вишневском водохранилище. Коллектив Петра Шугурова регулярно перевыполнял пятилетние планы. Так результаты 9-й пятилетки были достигнуты за 4 года и 9 месяцев, а 10-й — за четыре года.
19 марта 1981 года Указом Президиума Верховного Совета СССР за выдающиеся успехи, достигнутые в выполнении заданий десятой пятилетки и социалистических обязательств, ему было присвоено звание Героя Социалистического Труда с вручением ордена Ленина и золотой медали «Серп и Молот».
В 1996 стал генеральным директором треста «Подземстрой-6»
Жил в г. Владивосток. Умер 14 июня 2005 года.

## Награды
- Орден Ленина (1981 г.)
- Орден Трудового Красного Знамени (1971 г.)
- Орден «Знак Почёта» (1966 г.)
- Заслуженный строитель РСФСР (1977 г.)
- Почетный гражданин г. Владивосток (1985 г.)

## Память
27 октября 2020 года во Владивостоке на фасаде дома № 90 на Океанском проспекте, где проживал Петр Шугуров, была установлена мемориальная доска.